# Питерс, Саша
Саша Эмбет Питерс-Шиффер (англ. Sasha Embeth Pieterse-Sheaffer; род. 17 февраля 1996, Йоханнесбург, ЮАР) — американская актриса южноафриканского происхождения.

## Биография

### Ранние годы
Саша Питерс родилась 17 февраля 1996 года в Йоханнесбурге, ЮАР, в семье Шона и Зизи Питерс. Позже она переехала в Лас-Вегас для съёмок в кино.

### Карьера
Уже в раннем детстве сумела построить и поддерживать рабочее резюме с бесчисленными появлениями в телешоу и фильмах. В возрасте 6 лет Саша впервые появилась на экране, снявшись в телесериале «Семейное дело» (2002) в роли Баффи Дэвис. В 2003 году за эту роль она получила номинацию и премию «Молодой актёр».
В 2004 году появилась в качестве гостя в сериале «Звёздные врата: SG-1», а в 2005 году снялась в двух эпизодах сериала «Объявлен в розыск». Большую популярность принесла Саше роль в сериале «Доктор Хаус», в котором она сыграла маленькую девочку по имени Энди, больную раком.
Карьера продолжала расти, Саша получила роль Мариссы в фильме «Приключения Шаркбоя и Лавы» от создателей «Дети шпионов». Она принимала участие в «Macy’s Passport Show» в 2004 году и появилась на обложке детского бизнес-журнала.
В 2006 году снялась в фильме «Воздух, которым я дышу», где главную роль играла Сара Мишель Геллар. В том же году Саша появилась в роли девочки-гота в фильме «Удачи, Чак» вместе с Джессикой Альбой.
Настоящим успехом для неё стала роль Элисон ДиЛаурентис в сериале «Милые обманщицы», вокруг убийства которой строится сюжет сериала. За эту роль в 2014 году получила премию «Teen Choice Awards».
В 2007 и 2009 годах Саша снималась в эпизодических ролях сериалов «C.S.I.: Место преступления Майами» и «Без следа».
В 2013 году она параллельно начала карьеру певицы и запись своего первого кантри-альбома. С апреля по декабрь вышли четыре песни: «I Can’t Fix You», «R.P.M.», «This Country Is Bad Ass» и «NO».
В 2015 году получила премию «Независимый дух» в категории «Robert Altman Award» за участие в фильме «Врождённый порок».

## Личная жизнь
С 27 мая 2018 года Саша замужем за Хадсоном Шиффером, с которым она встречалась 6 лет до их свадьбы.
В начале 25-го сезона шоу «Танцы со звёздами» призналась, что страдает cиндромом поликистозных яичников, из-за чего за два года Саша набрала больше 30 кг массы тела.
27 мая 2020 года пара объявила, что ожидает первенца. 6 ноября она родила сына, которого назвали Хендрикс Уэйд Шиффер.

## Фильмография
| Год       |    | Русское название                  | Оригинальное название                       | Роль                   |
| --------- | -- | --------------------------------- | ------------------------------------------- | ---------------------- |
| 2002—2003 | с  | Семейное дело                     | Family Affair                               | Баффи Дэвис            |
| 2004      | с  | Звёздные врата: SG-1              | Stargate SG-1                               | Грэйс                  |
| 2005      | ф  | Приключения Шаркбоя и Лавы        | The Adventures of Sharkboy and Lavagirl 3-D | Марисса/принцесса льда |
| 2005      | с  | Объявлен в розыск                 | Wanted                                      | Милли Роуз             |
| 2005      | с  | Доктор Хаус                       | House                                       | Энди                   |
| 2007      | ф  | Воздух, которым я дышу            | The Air I Breathe                           | юная Сарроу            |
| 2007      | ф  | Удачи, Чак                        | Good Luck Chuck                             | готесса                |
| 2007      | ф  | Клэр                              | Claire                                      | Мэгги Бэннион          |
| 2007      | с  | C.S.I.: Место преступления Майами | CSI: Miami                                  | Бет Бакли              |
| 2009      | с  | Без следа                         | Without a Trace                             | Дафна Стивенс          |
| 2009      | с  | Герои: Медленный огонь            | Heroes: Slow Burn                           | Аманда                 |
| 2009—2010 | с  | Герои                             | Heroes                                      | Аманда                 |
| 2010—2017 | с  | Милые обманщицы                   | Pretty Little Liars                         | Элисон ДиЛаурентис     |
| 2011      | с  | Медиум                            | Medium                                      | 14-летняя Мария        |
| 2011      | ф  | Люди Икс: Первый класс            | X-Men: First Class                          | девочка-подросток      |
| 2011      | тф | Прекрасный «принц»                | Geek Charming                               | Эми                    |
| 2013      | ф  | Когда лучший друг – гей           | G.B.F. (Gay Best Friend)                    | Фосетт Брук            |
| 2014      | с  | Гавайи 5.0                        | Hawaii Five-0                               | Дон Хэтфилд            |
| 2014      | ф  | Врождённый порок                  | Inherent Vice                               | Джопоника Фенуэй       |
| 2015      | ф  | Похороны Бодхи                    | Burning Bodhi                               | Ария                   |
| 2017      | ф  | Похищение монет                   | Coin Heist                                  | Дакота                 |
| 2018      | ф  | Почётный список                   | The Honor List                              | Изабелла               |
| 2019      | с  | Милые обманщицы: Перфекционистки  | Pretty Little Liars: The Perfectionists     | Элисон ДиЛаурентис     |
| 2019      | с  | Эпическая ночь                    | Epic Night                                  | Шук                    |